# Kosančić (okręg jablanicki)
Kosančić (cyr. Косанчић) – wieś w Serbii, w okręgu jablanickim, w gminie Bojnik. W 2011 roku liczyła 362 mieszkańców.